# 短吻鰓嵴海龍
短吻鰓嵴海龍（学名：Minyichthys brachyrhinus），為輻鰭魚綱棘背魚目海龍魚科的其中一種，分布於東印度洋的蘇門答臘島及太平洋區的菲律賓、斐濟及夏威夷群島海域，棲息深度72-137公尺，體長可達4.6公分，棲息在底層水域，卵胎生。